# Adolfo Büttner
Adolfo Fermín Enrique Büttner (Ciudad de Buenos Aires, Argentina, 11 de octubre de 1849 - ibídem, 24 de noviembre de 1912) fue un ingeniero y arquitecto argentino, socio fundador de la Sociedad Central de Arquitectos de ese país y uno de los primeros ingenieros en graduarse en la Universidad de Buenos Aires. Algunas de sus obras notables son el Palacio de Justicia de La Plata y la Cárcel de Mercedes, aunque fue más prolífico en el ramo de las residencias y edificios.

## Vida
El ingeniero-arquitecto Büttner nació en 1849 en Buenos Aires. En 1866 inició su formación en el recién creado Departamento de Ciencias Exactas de la Universidad de Buenos Aires.
En 1870, fue uno de los doce alumnos que llegó a graduarse en esa primera tanda histórica de ingenieros formados en la Argentina, junto entre otros a Luis Huergo. Al año siguiente, se trasladó a Alemania para seguir la carrera de Arquitectura, que no se dictaba en Buenos Aires aún.
A su regreso a la Argentina, en 1874 fue nombrado académico de la recién creada Academia Nacional de Ciencias Exactas, Físicas y Naturales. En 1886 se transformó en miembro fundador de la Sociedad Central de Arquitectos, presidida primero por Ernesto Bunge y cofundada por Joaquín Mariano Belgrano, Carlos Altgelt, Otto von Arnim, Juan Martín Burgos, Juan Antonio Buschiazzo, Julio Dormal, Enrique Joostens y Fernando Moog
Durante las últimas dos décadas del siglo XIX, realizó un impresionante repertorio de edificios principalmente de vivienda, tratándose de residencias familiares y de edificios de apartamentos de renta (alquiler). Se destacó por su estilo ecléctico, en auge en ese período histórico conocido como Generación del 80.
Llegó a ser ingeniero oficial y miembro del Directorio tanto del Banco de la Nación Argentina como del Banco Popular Argentino. Falleció en Buenos Aires en 1912, a los 63 años.

## Obras
Entre las obras de Adolfo Büttner, se destacaron un buen número de construcciones que ya no existen, debido a tratarse en un buen número de residencias aristocráticas en barrios que sufrieron grandes transformaciones a lo largo del siglo XX. De cualquier modo, esta es una nómina incompleta de trabajos suyos:
- Palacio de Justicia y Cárcel. La Plata, 1883.[4]
- Parroquia San Isidro Labrador, en Chacabuco, Provincia de Buenos Aires, 1880
- Edificio de viviendas (propiedad de Carlos Drabble) conocido como el cubo Drabble. Avenida de Mayo, esquina Chacabuco. Buenos Aires, 1893.
- Zapatería Bernasconi. Avenida de Mayo. Buenos Aires.
- Edificio de viviendas (propiedad de Mendez Gonçalves). Avenida Callao, entre Avenida Santa Fe y Marcelo T. de Alvear. Buenos Aires.
- Castillo de Rafael Obligado. Ramallo, 1896.
- Residencia del Dr. Pedro Rueda. Avenida Quintana. Buenos Aires.
- Residencia de Torres Cabrero. Avenida Alvear. Buenos Aires.
- Residencia de Julio Costa.
- Residencia de Ruggiero Brossi. Sarmiento, entre Uruguay y Paraná. Buenos Aires.
- Residencia de Alejandro Franco. Avenida Alvear, entre Avenida Callao y Riobamba. Buenos Aires. (Demolida)
- Residencia de Manuel Aguirre.
- Residencia de Liseto Quesada Balcarce.
- Residencia Ocampo.
- Varios chalets. Ramos Mejía.
- Casa Matriz del Banco Popular Argentino. Bartolomé Mitre, entre Reconquista y 25 de mayo. Buenos Aires, 1898. (Demolida)
- Casa Matriz del Banco Constructor de la Plata, Diagonal 77 entre las calles 45 y 6, La Plata.
- Asilo Marín. La Plata.[5]

## Galería de imágenes

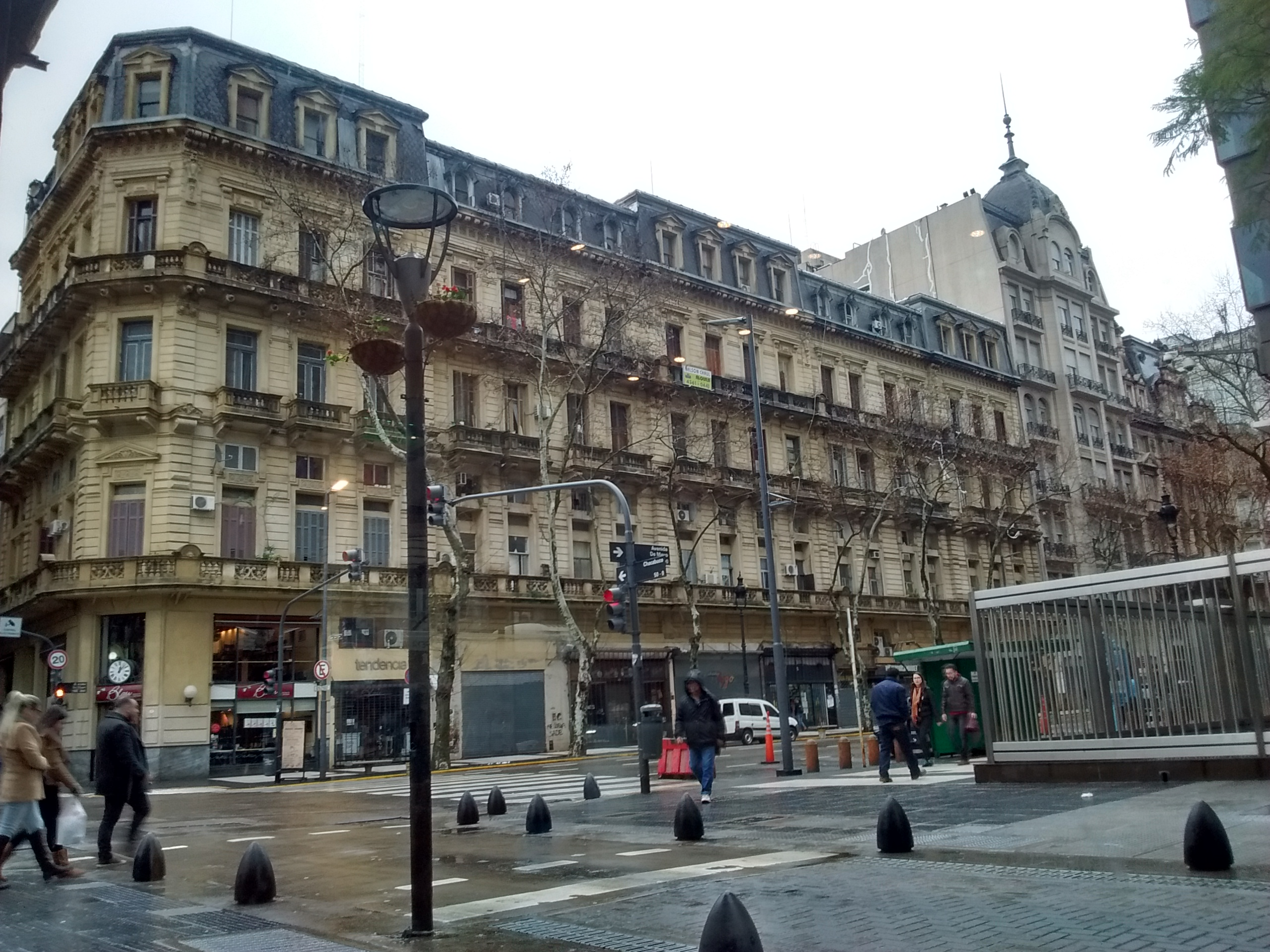
El llamado "Cubo Drabble"
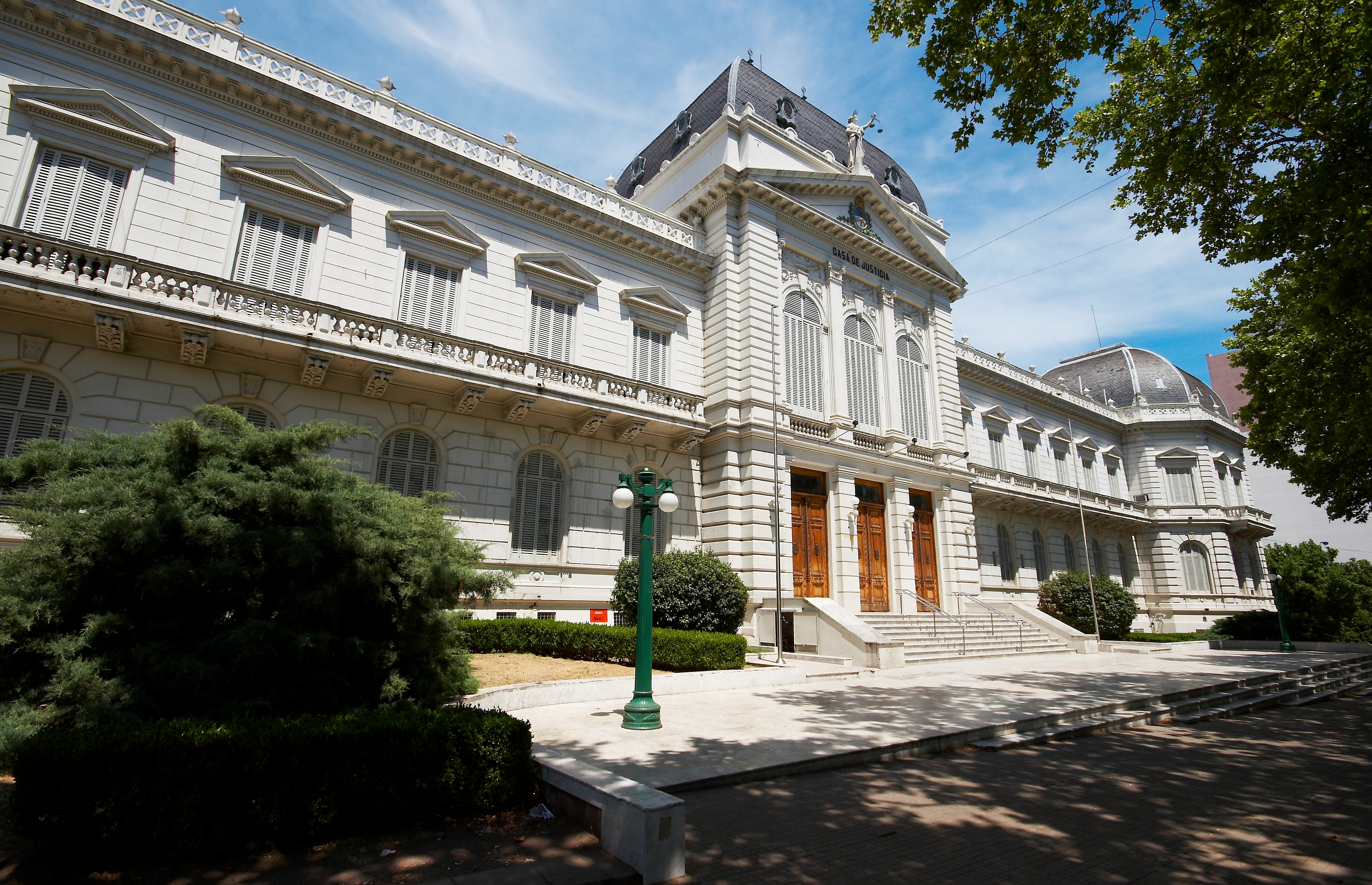
El Palacio de Justicia de La Plata